# John Whitaker (Turner)
John Thomas Whitaker (* 9. April 1886 in Birmingham; † 21. Mai 1977 ebenda) war ein britischer Turner.

## Erfolge
John Whitaker gab 1908 in London sein Olympiadebüt und trat dort im Mannschaftsmehrkampf an, einem der beiden Wettkämpfe im Geräteturnen. Mit der britischen Mannschaft kam er dabei nicht über den achten und damit letzten Platz hinaus. Vier Jahre darauf nahm er an den Olympischen Spielen in Stockholm auch im Einzelmehrkampf teil und platzierte sich auf dem 21. Rang. Darüber hinaus gehörte er zur britischen Turnriege im Mannschaftsmehrkampf. Dabei traten insgesamt fünf Mannschaften an, die aus 16 bis 40 Turnern bestanden und während des einstündigen Wettkampfs gleichzeitig antreten mussten. Bewertet wurden neben der Ausführung der Übungen an den Geräten auch das Verlassen und der Wechsel der Geräte sowie der Einmarsch zu Beginn. Am Ende wurden anhand eines Durchschnittswerts der einzelnen Nationen die Abschlussplatzierungen ermittelt. Neben den Briten traten auch Turnriegen aus Italien, Ungarn, dem Deutschen Reich und Luxemburg an. Mit 53,15 Punkten setzten sich die Italiener gegen ihre Konkurrenten durch. Die Ungarn erzielten indes 45,45 Punkte und belegten damit vor den drittplatzierten Briten mit 36,90 Punkten den zweiten Platz. Whitaker gewann somit zusammen mit Albert Betts, William Cowhig, Sidney Cross, Harry Dickason, Herbert Drury, Bernard Franklin, Leonard Hanson, Samuel Hodgetts, Charles Luck, William MacKune, Ronald McLean, Alfred Messenger, Henry Oberholzer, Edward Pepper, Edward Potts, Reginald Potts, George Ross, Charles Simmons, Arthur Southern, William Titt, Charles Vigurs und Samuel Walker die Bronzemedaille.
Whitaker belegte zweimal den dritten Platz im Einzelmehrkampf bei englischen Meisterschaften. Mit dem Birmingham Athletic Institute gewann er von 1909 bis 1911 dreimal in Folge den Adams Shield, die britischen Mannschaftsmeisterschaften. 1913 belegte er mit dem BAI den zweiten Platz, ehe ihm 1914 mit der Mannschaft Birmingham & District City sein vierter Titelgewinn gelang.